# Кондензатор (топлообменник)
 Тази статия е за топлотехническото устройство.  За електронния компонент вижте Кондензатор.  
Кондензаторът е вид топлообменник, при който дадено вещество кондензира от газообразно в течно състояние, при което то отдава топлина. Кондензатори се използват в хладилниците, климатиците, парните машини, производството на електроенергия (ТЕЦ и АЕЦ), при  процеси като дестилация/ректификация и други.
Обемът на парите е значително по-голям от обема на кондензата, тъй като плътността на парите е около 100-1000 пъти по-ниска. Затова входният щуцер (за парите) на промишлените кондензатори е значително по-голям от този за кондензата, при лабораторната реторта кондензаторът има форма на конус.
Топлината на изпарение (съответно и на кондензация) на повечето вещества е значителна. Това води до висок разход на охлаждащия агент, грубо 10-15 пъти по-голям от обема на получения кондензат (кондензация на водни пари с вода).
Охлаждането на кондензаторите може да бъде въздушно (с естествена или принудена конвекция) или водно. Въздушното охлаждане е изгодно (въздухът е в „неограничени“ количества и „безплатен“), но при него се постигат ниски коефициенти на топлопредаване и топлопреминаване. Въздушните кондензатори изискват значителна топлообменна площ и/или подаване на въздуха с вентилатори. При водното охлаждане са необходими по-високи инвестиционни разходи за помпи, тръбопроводи, отвеждането на водата (напр. в река, езеро) или охлаждането ѝ (вж. охладителна кула) и др. 

## В бита и лабораторията
- Реторта (конусовидната част служи като кондензатор)
- Лабораторна апаратура за кондензация (Кондензаторът е номер 5)
- Кондензатор за алкохол (серпантина, вдясно)
- Средновековна апаратура за дестилация и кондензация

## В индустрията
- Промишлена дестилация и кондензация (производство на уиски)
- Принципна схема на кондензатор с водно охлаждане
- Кондензатор (кожухотръбен топлообменник)
- Кондензатор с въздушно охлаждане (част от климатична инсталация)